# Andropolia resoluta
Andropolia resoluta är en fjärilsart som beskrevs av Smith 1894. Andropolia resoluta ingår i släktet Andropolia och familjen nattflyn. Inga underarter finns listade i Catalogue of Life.